# Neoscona adianta persecta
Neoscona adianta là một phân loài nhện trong họ Araneidae.
Loài này thuộc chi Neoscona. Neoscona adianta persecta được Ehrenfried Schenkel-Haas miêu tả năm 1936.

## Hình ảnh

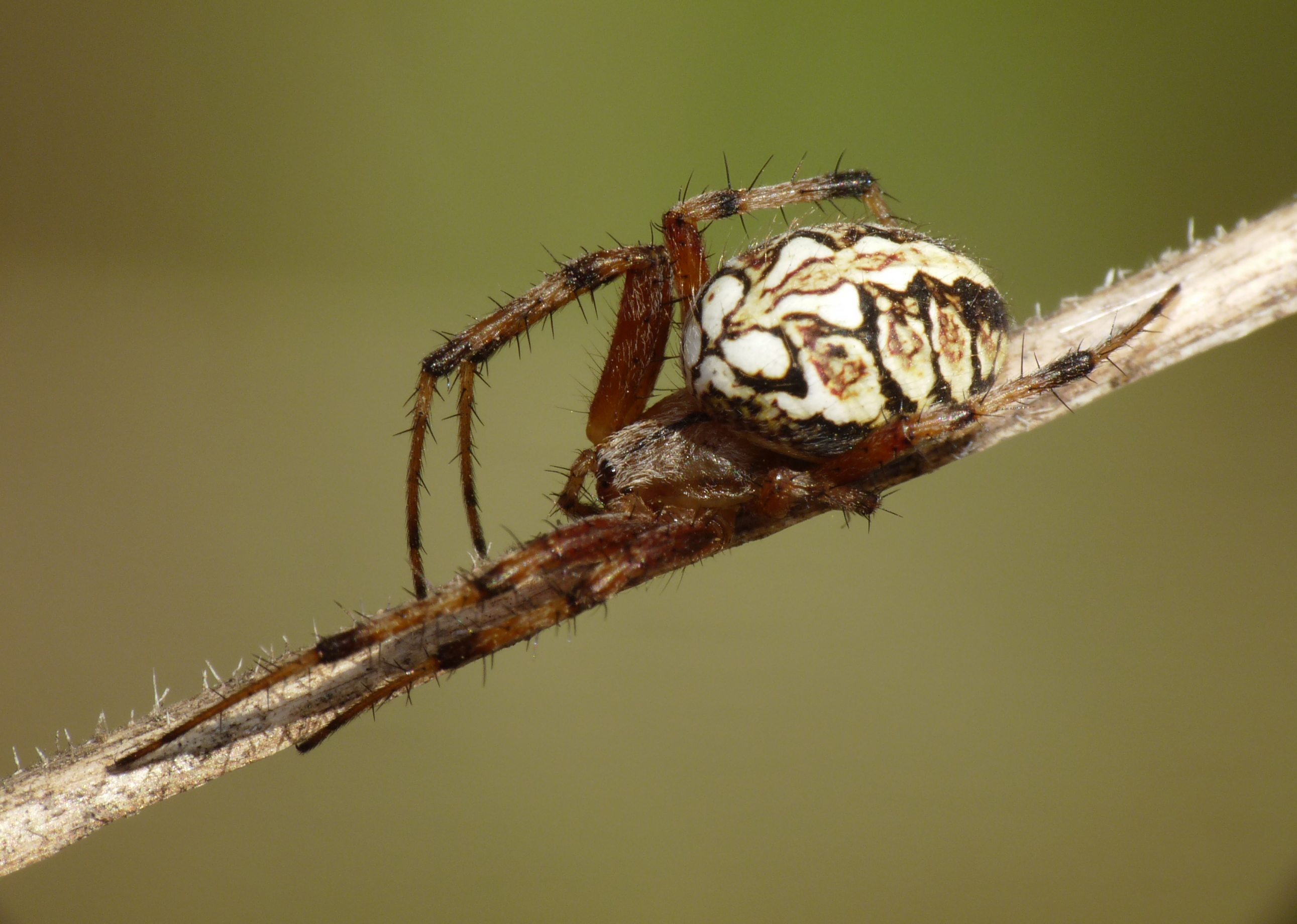
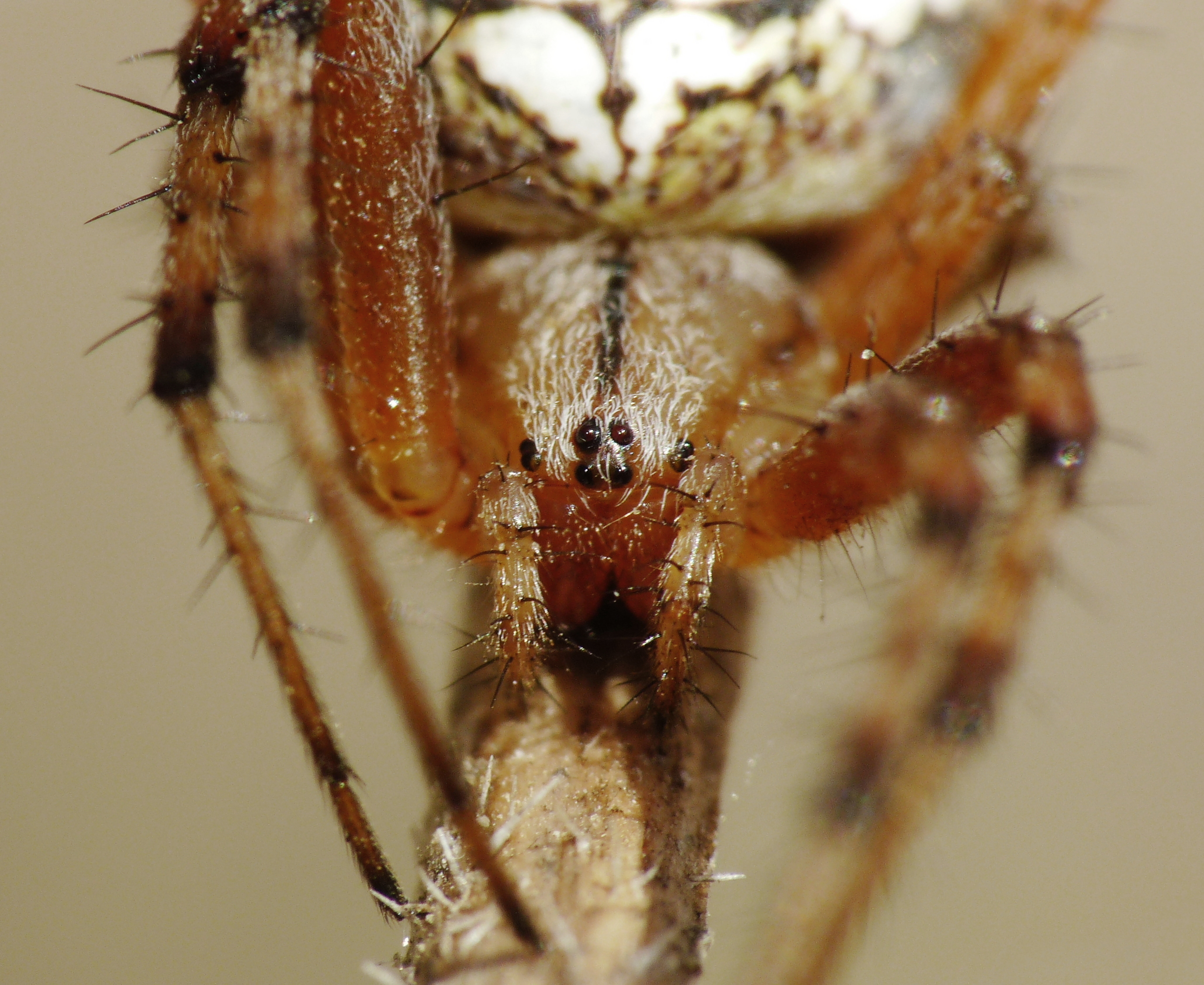
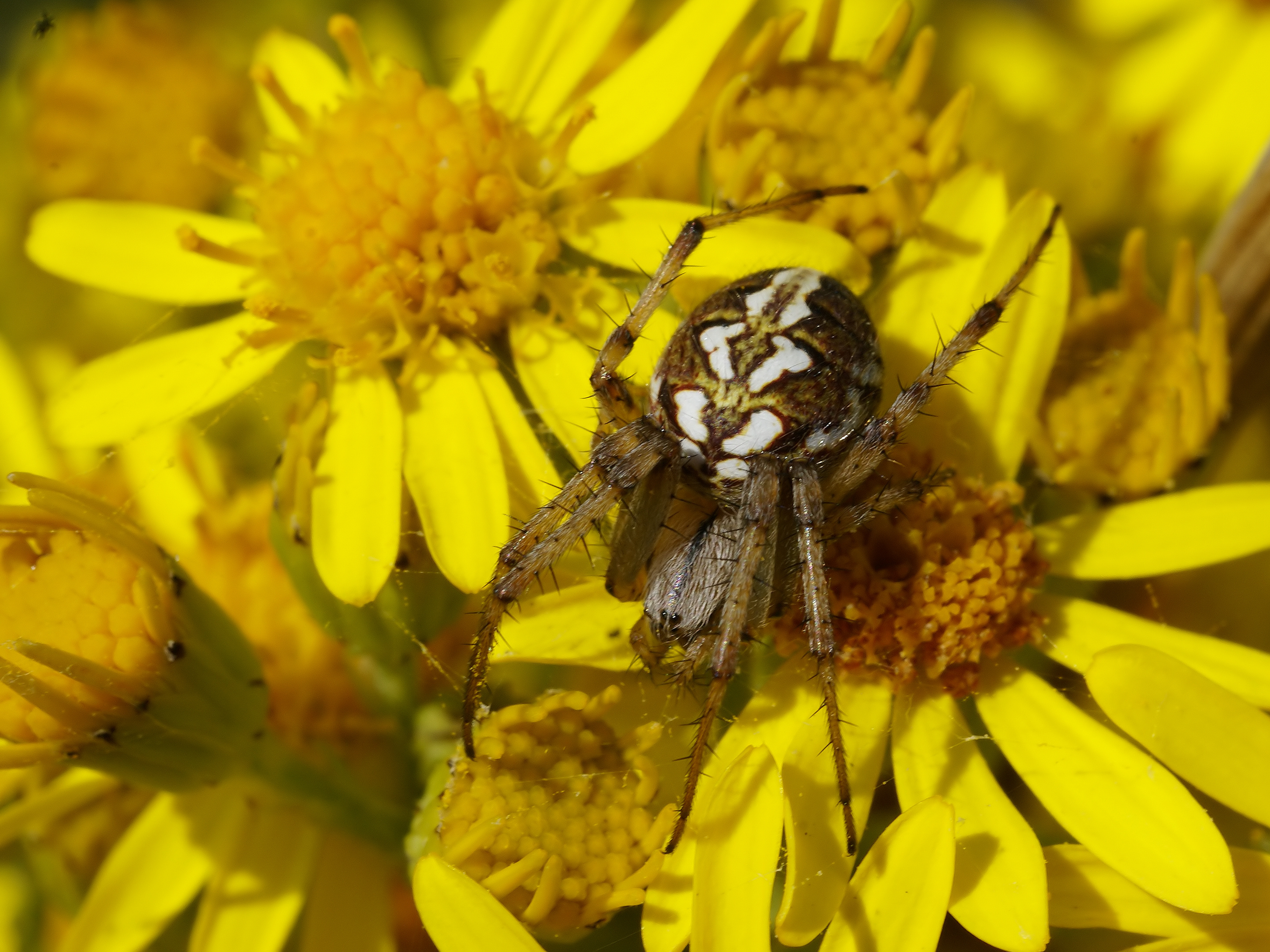
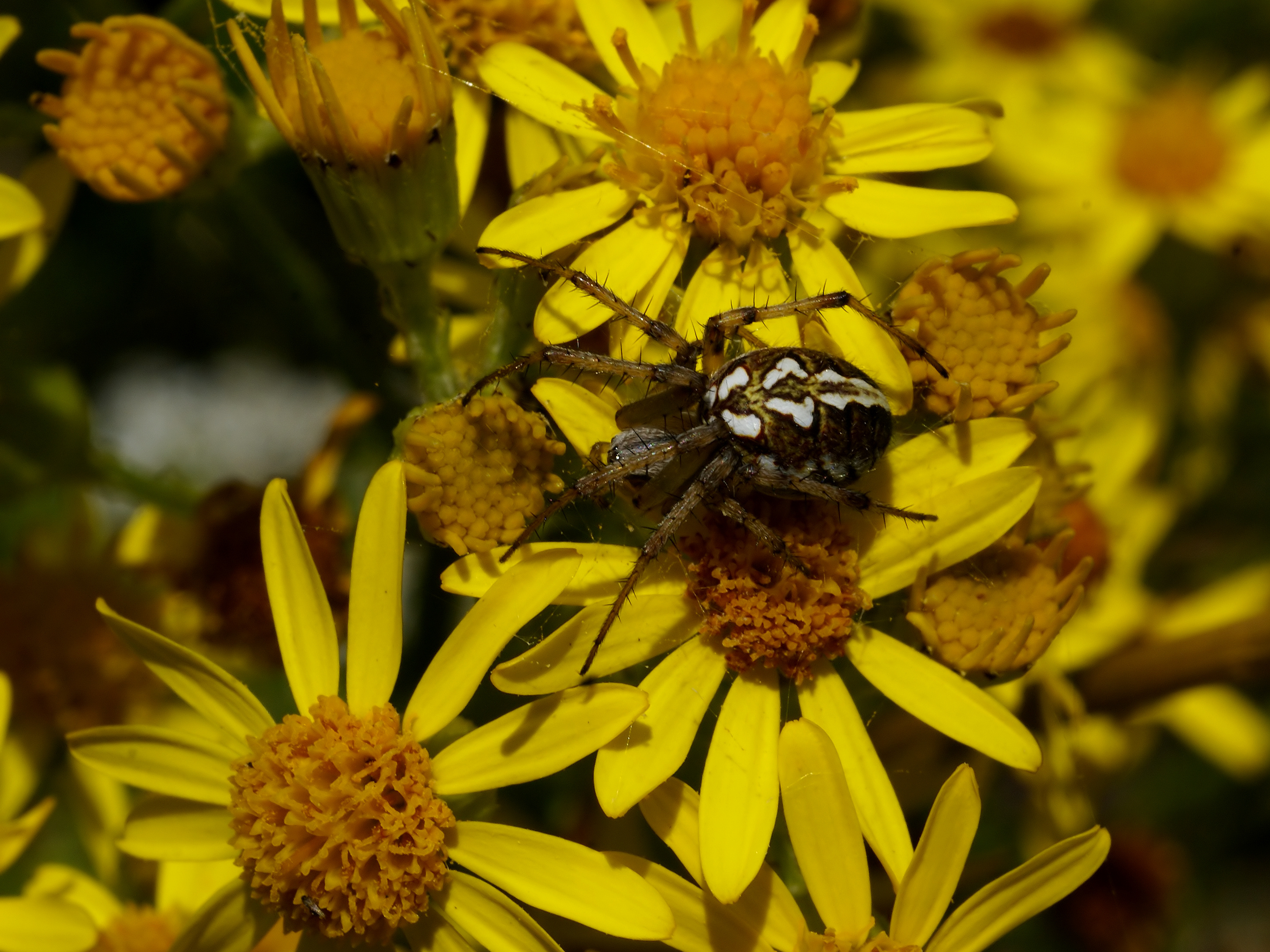